# La venida del rey Olmos
La venida del rey Olmos és una pel·lícula dramàtica mexicana del 1975 amb guió basat en una novel·la d'Eduardo Luján i dirigida per Julián Pastor.

## Argument
La pel·lícula està ambientada el 1958 a la fictícia ciutat nord-mexicana de Dublán, a l'estat de Chihuahua, a 1.848 quilòmetres al nord de la ciutat de Mèxic i a 213 quilòmetres al sud d'El Paso, Texas. Reynaldo Olmos hi viatja per iniciar una nova vida cristiana després de deixar la seva dona Chabela i el seu fill a Ciutat de Mèxic. El seu fill mor de disenteria poc després de la seva sortida i Chabela es veu obligada a treballar de prostituta a la Sirena, un prostíbul. Reynaldo i Chabela havien viscut a un barri pobre de San Cayetano als afores de Ciutat de Mèxic, on els carrers no estan asfaltats i la fabricació de maons és la principal activitat econòmica.
Reynaldo va a Dublán a la recerca d’una nova vida. Unint-se a una secta cristiana, és batejat en un riu pel germà Donald. Reynaldo agafa un tren a Ciutat de Mèxic per iniciar una nova congregació de la secta i s'acomiada emocionalment de Donald, amb qui manté una relació pare-fill. A la ciutat de Mèxic, Reynaldo creu que té poders divins. Troba el seu padrí i un amic, que va deixar la feina de fàbrica i va obrir una petita barberia. Reynaldo li pregunta per Chabela; el barber li explica que Chabela s'ha convertit en una prostituta i el porta al prostíbul. Reynaldo comença a beure amb el seu amic barber i Chabela, i els treu de La Sirena al carrer sense asfaltar. Desvesteix la seva exdona, ungint-la amb aigua per curar-la mentre els gossos borden a la llunyania.
Reynaldo estableix un consultori espiritual en una part de la barberia. El seu amic penja un rètol al davant, que diu: "Doctor Reynaldo Olmos, graduado en Estados Unidos y en el E. Santo. Por la Gracia Suprema de los Tres, RO 666-2". Ara és conegut com Rey Olmos (Rey és una abreviatura del seu nom, Reynaldo), porta una casulla porpra sobre la qual Chabela ha cosit una tela blanca on diu "Yo Rey Olmos, Soy E. Santo". Rey i alguns amics són convidats a una festa en un prostíbul de banys de part de Don Venus (Venustiano Negrón, un fabricant de maons local). Organitza una vaga contra rls maons de Negrón abans d'acceptar un suborn de 5.000 dòlars per cancel·lar la vaga, dient que invertirà els diners en un nou temple.
Rey és assassinat d'un tret a la porta de l'església per Martina, amant de Venus, que espera redimir-se. Quan Chabela obre el fèretre de Rey l'endemà, sembla que ha ressuscitat d'entre els morts i ha ascendit al cel. Rey deixa una guitarra a la seva congregació; Chabela l'entrega a un guitarrista d’un sol ull, el nou líder de la secta.

## Repartiment
- Jorge Martínez de Hoyos - Reynaldo Olmos-Camargo
- Ana Luisa Peluffo - Chabela
- Maritza Olivares - Martina
- Ernesto Gómez-Cruz - guitarrista d'un sol ull
- Mario García-González
- Max Kerlow - Hermano Donald
- Gastón Melo
- Roberto "Flaco" Guzmán
- Gloria Mestre
- María Prado
- Marta Zamora
- Aurora Alonso
- Juan Ángel Martínez
- Lina Montes
- Paloma Zozaya
- Marcelo Villamil

## Producció
La pel·lícula fou rodada als Estudios Churubusco als enfores de la Ciutat de Mèxic, Ixmiquilpan, i Xochimilco. Fou nominada a cinc premis als Premis Ariel de 1975, dels que va guanyar dos (millor coactuació masculina i millor escenografia).